# Heracleum ligusticifolium
Heracleum ligusticifolium är en flockblommig växtart som beskrevs av Friedrich August Marschall von Bieberstein. Heracleum ligusticifolium ingår i släktet lokor, och familjen flockblommiga växter. Inga underarter finns listade i Catalogue of Life.